# كوريفة صغيرة التفرع
كوريفة صغيرة التفرع (الاسم العلمي:Corypha microclada) هو نوع نباتي يتبع جنس الكوريفة من الفصيلة الفوفلية